# Улица воеводы Степы
Улица воеводы Степы (серб. Улица Војводе Степе) — одна из главных улиц Белграда, названа в честь сербского полководца Степы Степановича.
Начинается от одной из важных транспортных развязок Белграда — Автокоманды на бульваре Освобождения и оканчивается на пересечении с улицей Стражарска коса; является самой длинной улицей Белграда. Улица дважды реконструировалась: в 2003—2004 и 2014—2015 годах. После реконструкции стала бульваром.
В числе значимых городских объектов на бульваре находятся: Транспортный факультет и Фармацевтический факультет Белградского университета, Институт «Кирило Савић», Институт иммунологии и вирусологии «Торлак», Колледж электротехники и вычислительной техники, Школа «Војвода Степа», Гимназия № 12, ФК «Торлак», Памятник воеводе Степе, а также банки, магазины, кафе, жилые дома.
Движение рейсовых автобусов №№ 18, 25П, 33, 39, 401 и Е9 организовано городской транспортной компанией «Белград». На некоторых участках улицы работают трамвайные маршруты 9, 10 и 14. 
- Фотогалерея
- Транспортный факультет университета
- Колледж электротехники и вычислительной техники
- Гимназия № 12